# George Foley
George Foley foi um ator britânico da era do cinema mudo.

## Filmografia selecionada
- The Battle of Waterloo (1913)
- Jobson's Luck (1913)
- The Life of Shakespeare (1914)
- The Woman Who Did (1915)
- A London Flat Mystery (1915)
- The Price He Paid (1916)
- The Answer (1916)
- Beau Brocade (1916)
- A Sheffield Blade (1918)
- The Odds Against Her (1919)
- Trent's Last Case (1920)
- Vi of Smith's Alley (1921)
- A Romance of Old Baghdad (1922)
- Love and Hate (1924)
- A Romance of Mayfair (1925)
- Stranger Than Fiction (1930)